# Людина з Чеддару

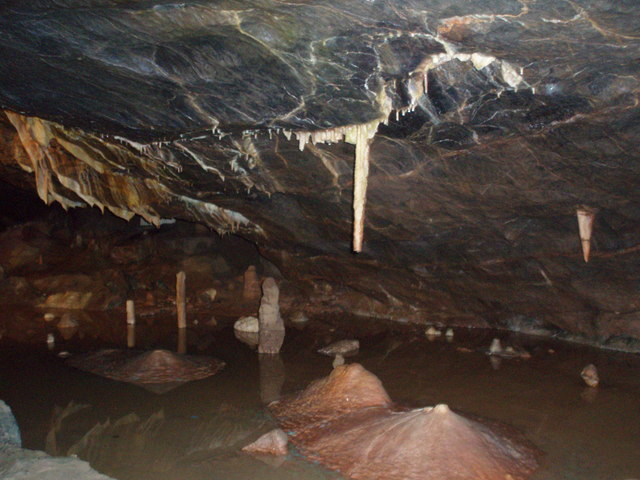
Печера Ґау (Gough's Cave), де було виявлено чеддарську людину

Чеддарська людина (англ. Cheddar Man) — назва, дана дослідниками решткам людини, виявленим у печері Ґау), яку в 1890 році виявив капітан Річард Ґау (англ. Richard Cox Gough) і на честь якого її було названо.
Пешера Ґау розміщена в ущелині Чеддар у графстві Сомерсет (Англія). Мабуть, чеддарська людина померла насильницькою смертю. Рештки датуються приблизно 7150 роком до н. е. і є найдавнішим знайденим у Британії скелетом, що повністю зберігся. За іншими даними, тіло було залишене в печері канібалами бл. 15 тис. років тому.
Рештки було виявлено в 1903 році і нині перебувають у лондонському Музеї природознавства, а копія — в музеї «Чеддарська людина і канібали» у селі Чеддар.

## Тестування мітохондріальної ДНК
У 1996 році Браян Сайкс з Оксфордського університету першим визначив послідовність мітохондріальної ДНК, узятої з корінних зубів чеддарської людини, і визначив у ній гаплогрупу U5a — найдавнішу з тих, що збереглися в Європі.
Сайкс, який знімав фільм по ходу проведення дослідження, не обмежився визначенням гаплогрупи решток, але обстежував також сучасних жителів села Чеддар, внаслідок чого виявив два точні збіги гаплогрупи (у двох неназваних школярів) і один збіг з однією мутацією (у місцевого вчителя історії на ім'я Адріан Таргетт).
Висновки Б. Сайкса, що ґрунтуються лише на дослідженнях мтДНК, які нібито доводять, що британці є більшою мірою нащадками палеолітичного і мезолітичного населення Британії, ніж пізніших прибульців епохи неоліту і подальших епох, є сумнівними, оскільки по чоловічій лінії більшість мешканців Великої Британії і Західної Європи є носіями Y-хромосомної гаплогрупи R1b, яка з'явилася на Британських островах з носіями культури дзвоноподібних келихів бл. 2475—2315 років до н. е.
У 2018 році дослідники британського Музею природознавства отримали зразки ДНК з кісткової тканини скелета, просвердливши тонкий отвір у її черепі. Ученим вдалося секвенувати повний геном чоловіка і з'ясувати, що у «людини з Чеддару» була темно-коричнева або майже чорна шкіра, темне кучеряве волосся і блакитні очі.

### Ресурси Інтернету
- Вікісховище має мультимедійні дані за темою: Людина з Чеддару
- Source for the DNA study[недоступне посилання з липня 2019]